# Hertiginna
Hertiginna är titeln för en regerande hertiginna över ett  hertigdöme, eller makan till en hertig.

Svensk krona för hertiginnor.

Dansk och norsk krona för hertiginnor.

## Sverige
Sedan 1980 tilldelas även svenska prinsessor formella titlar som hertiginnor över något av Sveriges landskap. År 2025 är dessa kungligheter hertiginnor i Sverige: kronprinsessan Victoria (Västergötland), prinsessan Madeleine (Gästrikland och Hälsingland), prinsessan Sofia (Värmland), prinsessan Estelle (Östergötland), prinsessan Leonore (Gotland), prinsessan Adrienne (Blekinge) och prinsessan Ines (Västerbotten).
Drottning Silvia har aldrig innehaft titeln hertiginna, eftersom Carl XVI Gustaf slutade bära titeln hertig av Jämtland när han, nästan tre år före giftermålet, blev kung. Kungens systrar prinsessan Margaretha, prinsessan Birgitta, prinsessan Désirée och prinsessan Christina har aldrig burit titeln hertiginna, så inte heller grevinnan Marianne Bernadotte..